# VT-86
Escadron d'entraînement 86
Le Training Squadron 86 (TRARON 86 ou VT-86) est un escadron d'entraînement du Naval Air Training Command de l'US Navy. Créé en 1972, il est basé à la Naval Air Station Pensacola, en Floride, à l'origine connu sous le nom de Forrest Sherman Field, du nom de l'ancien amiral Forrest Sherman (en). Il est l'un des trois escadrons  du Training Air Wing Six (TRAWING SIX).

## Mission

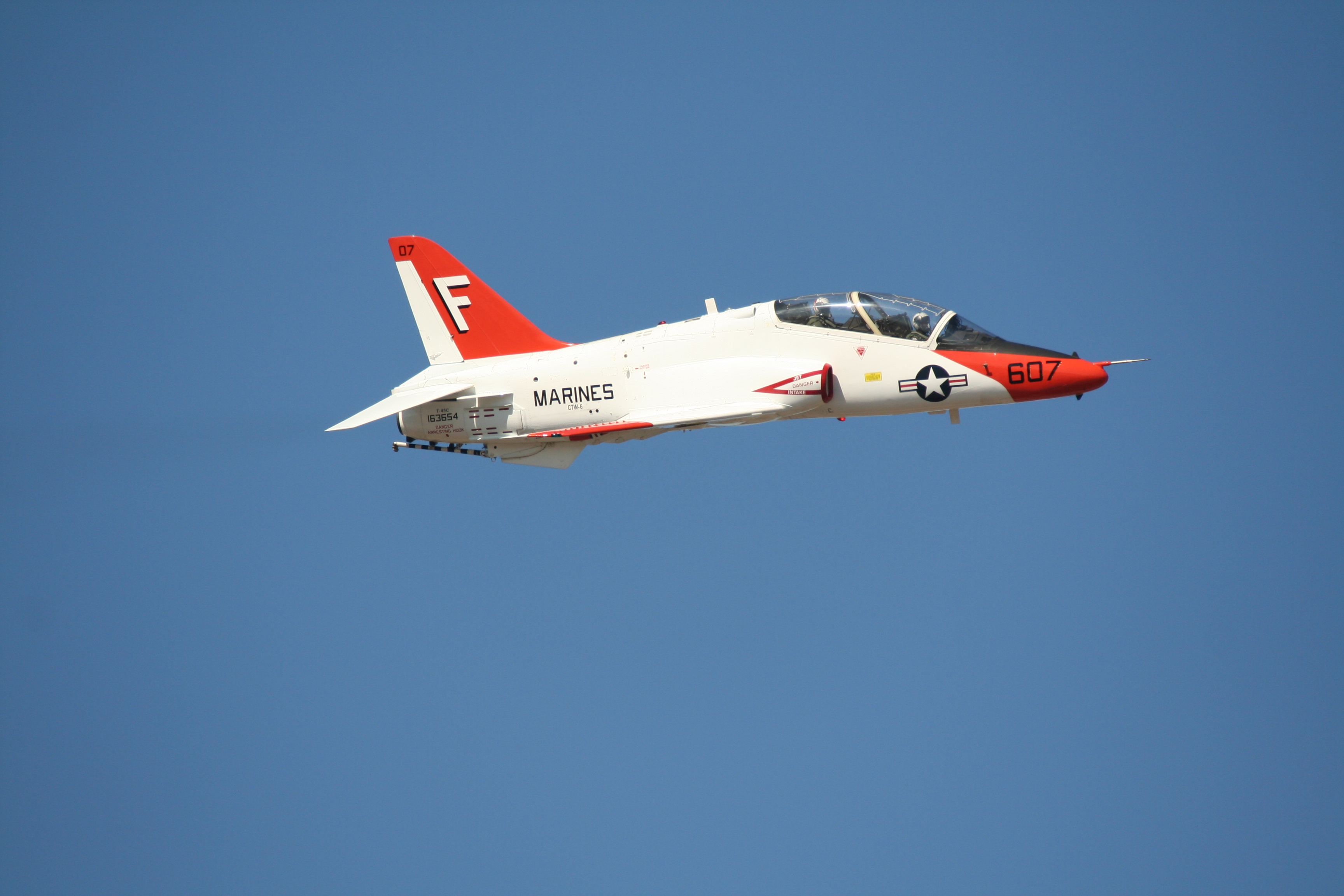
T-45 Goshawk du Training Air Wing Six.

Le VT-86 est une école de formation avancée sur le T-45 Goshawk pour le Naval Flight Officer (en) (NFO), après que les étudiants NFO aient reçu la formation primaire au NAS Pensacola, ainsi que pour des étudiants des forces aériennes alliées.
Cette formation est destinée au pilotage des avions  de l'US Navy EA-18G Growler ou de l'US Marine Corps EA-6B Prowler, ou le programme Strike Fighter pour les étudiants destinés au F/A-18E/F Super Hornet de l'US Navy ou au F/A-18D Hornet de l'US Marine Corps ou avion de chasse d'attaque similaire OTAN/allié.
L'indicatif radio de l'escadron est ROKT et son code de queue est F.

## Historique

### Origine
L'escadron a été créé le 5 juin 1972, sous le contrôle opérationnel du commandant du Training Air Wing EIGHT (TRAWING 8) à la Naval Air Station Glynco (en), en Géorgie. La mission du nouvel escadron était de mener une formation avancée d'officier de bord naval (NFO) pour l'US Navy et l'United States Marine Corps, qui était auparavant supervisée par le Naval Air Technical Training Center (en) (NATTC) du NAS Glynco. La formation portait sur quatre domaines : officier d'interception radar, navigation à réaction de base, guerre électronique aéroportée et systèmes de données tactiques aéroportés. La formation a été menée dans des avions précédemment affectés au  NATTC Glynco jusqu'en février 1973, lorsque l'escadron a accepté 24 T-39 Sabreliner, 20 A-4C Skyhawk, 2 EC-121K Warning Star, 12 avions TS-2A Tracker.